# ANDRILL
Ne doit pas être confondu avec Cape Roberts Project.

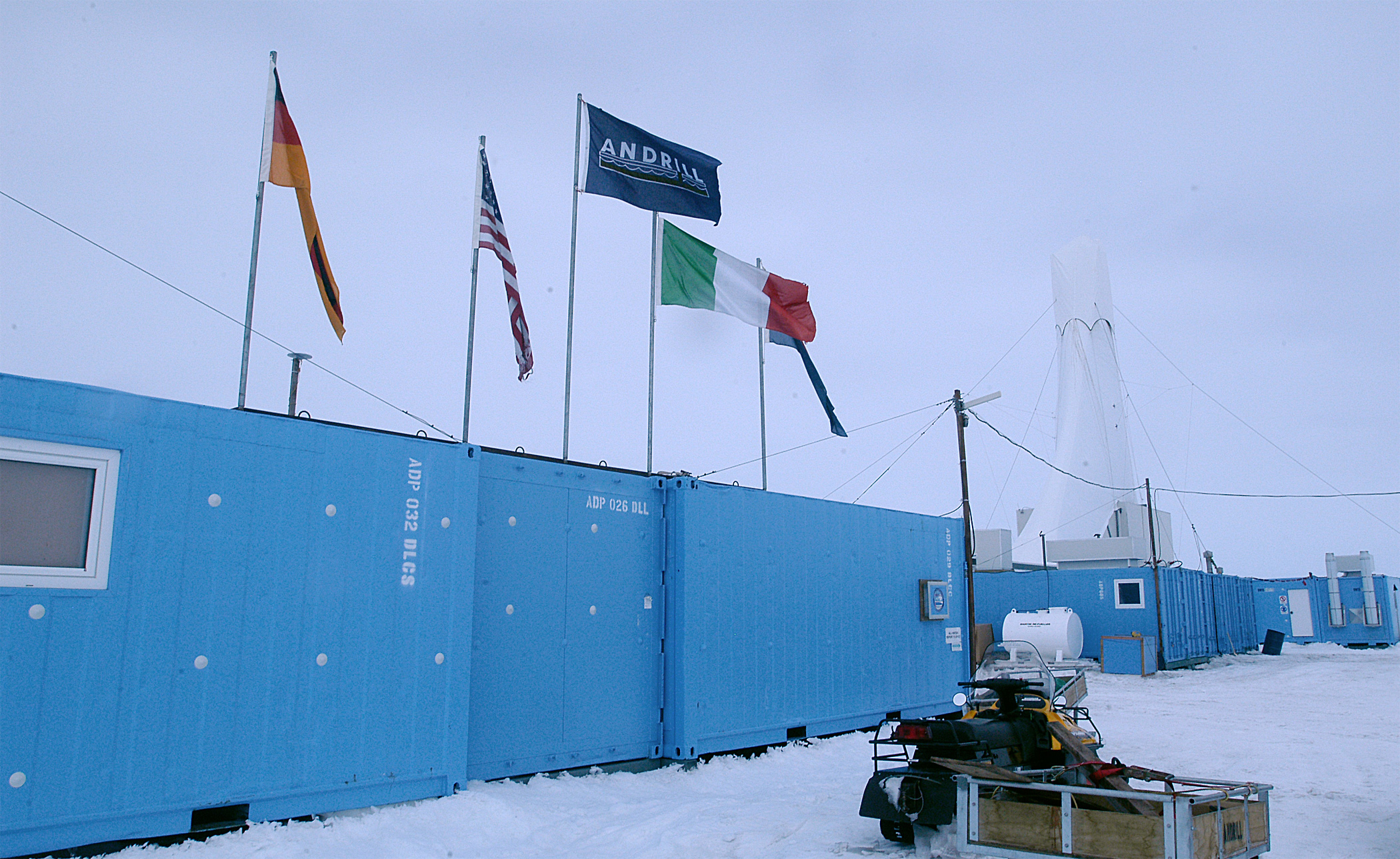
Le principal site de forage.

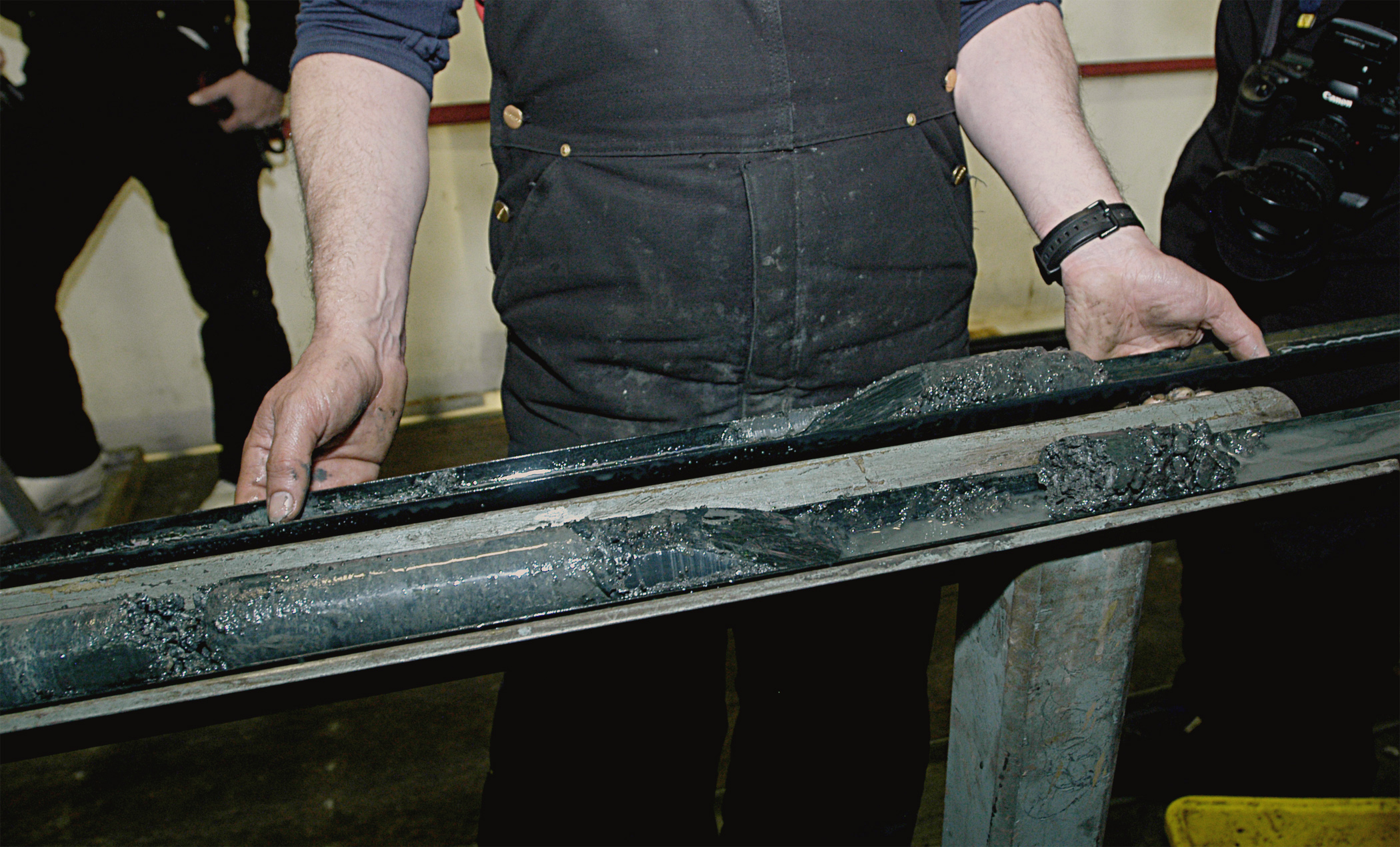
Carotte de glace récupérée.

ANDRILL (de l'anglais ANtarctic DRILLing Project) est un projet de forage scientifique de collecte d'informations en Antarctique. Il cible les périodes de passées du continent en lien avec le changement climatique.
Le projet implique des scientifiques provenant d'Allemagne, d'Italie, de Nouvelle-Zélande et des États-Unis. Via deux sites sur la barrière de Ross (cela facilitant le forage), en 2006 et 2007, les membres de l'équipe ANDRILL ont percé la glace, l'eau de mer, les sédiments et les roches à une profondeur sur plus de 1 200 mètres et a récupéré des carottages sur une période presque continue remontant à près de vingt millions d'années. Cela a notamment permis de trouver des traces de végétaux anciennement présent en Antarctique.
Le projet est basé à la base antarctique McMurdo sur l'île de Ross.